# Julianiaceae
Julianiaceae is een botanische naam, voor een familie van tweezaadlobbige planten. Een familie onder deze naam wordt vrij zelden erkend door systemen voor plantentaxonomie, en ook niet door het APG-systeem (1998) en het APG II-systeem (2003). Deze voegen de betreffende planten in bij de familie Anacardiaceae.
Indien erkend gaat het om een kleine familie van bomen, die voorkomen in de neotropen.
Het Cronquist-systeem (1981) erkent de familie wel en plaatst haar in de orde Sapindales. Het Wettstein-systeem (1935) plaatste haar in de orde Juglandales.